# Brassia euodes
Brassia euodes är en orkidéart som beskrevs av Heinrich Gustav Reichenbach. Brassia euodes ingår i släktet Brassia och familjen orkidéer. Inga underarter finns listade i Catalogue of Life.